# Thomas Kesseler
Thomas Kesseler (* 1956 in Gelsenkirchen) ist ein deutscher Architekt, Bildhauer und Maler.

## Leben
Thomas Kesseler besuchte die Folkwang Universität der Künste. Von 1975 bis 1981 studierte er Bildhauerei und wurde schließlich Meisterschüler bei Erwin Heerich.
1998 wurde er zum Professor für Farbe und Raum, künstlerische Grundlehre der Innenarchitektur an die Hochschule Ostwestfalen-Lippe in Detmold berufen.

## Ausstellungen
- 1977 „Körper, Farbe, Gestik“ | Kölnischer Kunstverein, Köln
- 1978 „Klasse Heerich“ | Kunstmuseum, Kranenburg
- 1980 „Perspektiven II“ | Kunsthalle, Düsseldorf
- 1984 „Im Mittelpunkt Kunst“ | Westf. Landesmuseum, Münster
- 1985 Bauhütte | Kunsthalle, Düsseldorf
- 1986 Einzelausstellung | Melodrom, Frankfurt
- 1987 „Förderpreis Ausstellung“ E | Westf. Kunstverein, Münster
- 1989 Einzelausstellung | Atelier und Galerie Kollektiv, Wuppertal
- 1990 Einzelausstellung | Kunstpalast, Düsseldorf
- 1990 „Förderpreis NRW“ | Sammlung NRW, Düsseldorf
- 1991 „Villa Massimo Stipendiaten“ | Wilhelm Hack Museum, Ludwigshafen
- 1991 „Ort und Platz“ | Biennale, Venedig, I
- 1995 Einzelausstellung | Museum Morsbroich, Leverkusen
- 1996 „Papier“ | Kunstmuseum, Düsseldorf
- 1997 Einzelausstellung | Zeughaus, Herisau, CH
- 1998 Einzelausstellung | Kunstverein, Krefeld
- 2000 „Trilogie der Orte“ | Stadtmuseum, Naumburg
- 2002 Einzelausstellung | Kunstverein, Lüdinghausen
- 2004 „Farbe als Farbe“ | Karl-Ernst Osthaus Museum, | Hagen
- 2007 „Farbe“ | Kestner Museum, Hannover
- 2010 „Im Fokus der Moderne“ | Deutsches Glasmalerei-Museum, Linnich
- 2012 „Ein Meer von Blau“ | Rauminstallation | K.I.C.K. Bochum
- 2014 Burg Alzey
- 2017 Schloss Lüdinghausen, Lüdinghausen

sowie vertreten durch die Galerie Beck und Eggeling, Düsseldorf